# La puerta en el muro
La puerta en el muro (The Door in the Wall) es un cuento del escritor inglés Herbert George Wells, publicado por primera vez en 1911 en el libro The Door in the Wall and Other Stories. Trata sobre un hombre, Lionel Wallace, que, en un momento de intimidad con su mejor amigo, le cuenta un secreto que ha marcado toda su vida desde que tenía cinco años de vida

## Argumento
El secreto de Lionel Wallace no es otro que una puerta verde en un muro blanco, puerta que atravesó cuando tenía cinco años de edad y donde descubrió la más absoluta felicidad, en forma de un jardín preciosísimo habitado por panteras y niñas de rizos rubios y por los mejores compañeros de juegos que un niño podía desear. Pero todo tiene un final, y tras un periodo de tiempo que no puede recordar, es devuelto a la vida real con una añoranza terrible de ese paraíso y aunque intenta con todas sus fuerzas, tanto hacerse entender por los adultos como de encontrar de nuevo la puerta verde, será en vano.
Luego, Wallace crece. Se forja una brillante carrera pública. Se convierte en un reputado miembro del gabinete británico. Pero, durante el rumor de la vida pública exitosa, Wallace vive una existencia paralela. Otra vida secreta, disimulada, silenciada, en la que la puerta en el muro regresa con su promesa de un mundo más vivo y auténtico. Pero el jardín encantado es la existencia libre de la cárcel temporal; de la historia replegada sobre sí misma. En su devenir adulto, Wallace es prisionero de su presente histórico, de su temporalidad más inmediata. Cuando el humano pierde los ojos para lo que rebasa el tiempo, debe resignarse a deambular entre puertas cerradas y muros infranqueables. 
A lo largo de su vida aprenderá a vivir con la desesperanza de nunca más poder encontrar su misteriosa puerta, hasta que, súbitamente y sin ninguna explicación, ésta se le vuelve a aparecer en determinados momentos de su vida, en especial aquellos momentos donde acciones importantes para su futuro están teniendo lugar y dónde debe de "elegir" si traspasar el mágico umbral o cumplir con lo que supone es su obligación en el mundo. ¿Qué es lo que elige y qué es aquello que le ha llevado a su actual situación desesperada? 
La puerta en el muro examina un tema el cual Wells ha visitado repetidamente en su producción literaria: el contraste entre la estética y la ciencia y la dificultad de escoger entre ambas; el mismo Wells a la vez estudió ciencias y escribía ficción. El protagonista, Lionel Wallace, posee un vívida imaginación pero trabaja como político, mundo en el que se le considera extremadamente racional. La historia sugiere tanto la magia como el peligro de la nostalgia de un tiempo pasado. Es una historia sobre el político Wallace quien, creciendo en un hogar triste, descubre una puerta en un muro que conduce a un jardín encantado. La dicotomía recurrente entre ciencia y arte es parte de un contraste más amplio entre los elementos racionales e imaginativos de la experiencia. La incapacidad de Wallace para tender un puente entre su imaginario y su raciocinio es el que le conducirá a la muerte.

## Adaptaciones cinematográficas
- Дверь в стене (La puerta en el muro), cortometraje de animación de 1990, producido por Soyuzmultfilm y dirigido por Borís Akulínichev (Борис Акулиничев, n. 1939). 
  - Ficha en inglés del cortometraje de animación en el sitio Animator.
    - Ficha en ruso.